# Problème des galaxies naines

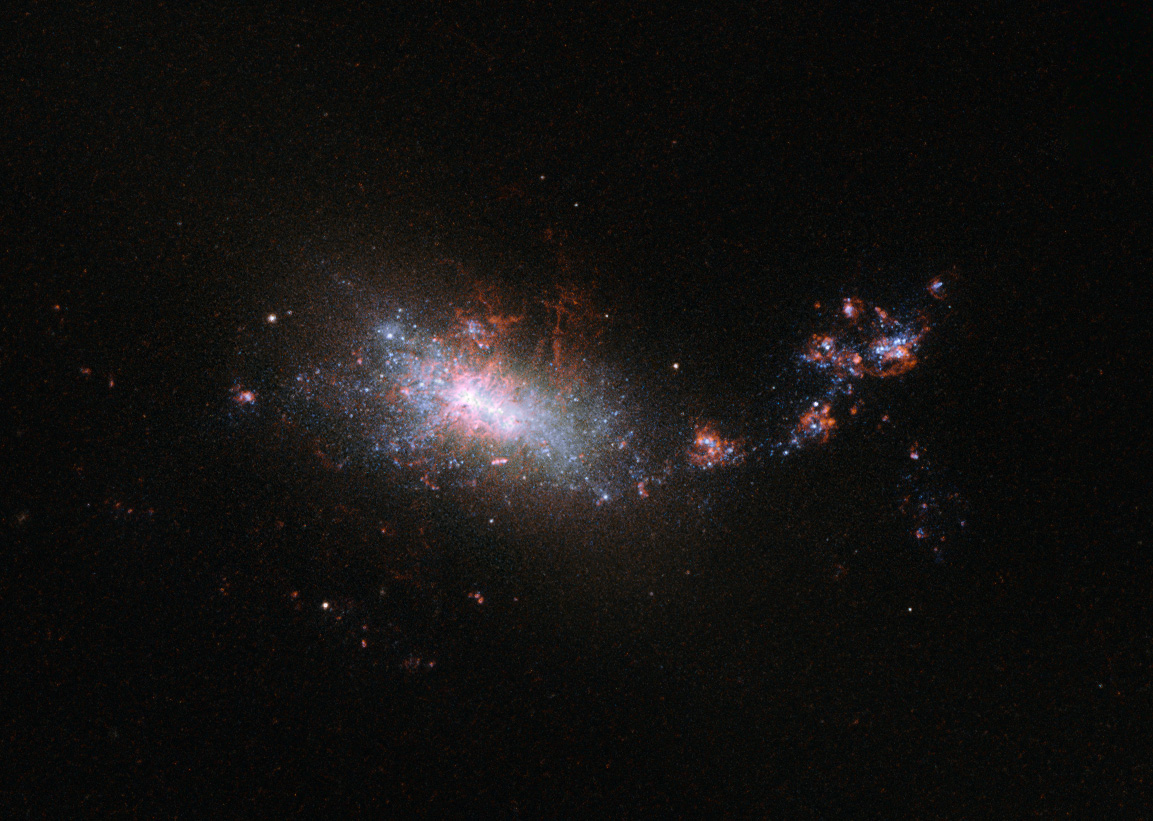
NGC 1140, une galaxie naine située à environ 60 millions d'années-lumière de la Terre (télescope spatial Hubble).

Le problème des galaxies naines est l'un de ceux qui résultent des simulations informatiques cosmologiques qui prédisent l'évolution de la distribution de la matière dans l'Univers. La matière noire semble s'amasser hiérarchiquement et en un nombre sans cesse croissant de halos d'une taille sans cesse décroissante. Cependant, alors qu'il semble y avoir suffisamment de galaxies de taille normale rendant compte de cette distribution, le nombre des galaxies naines est inférieur de plusieurs ordres de grandeur à ce que prévoit la simulation. À titre de comparaison, ce sont approximativement 38 galaxies naines qui avaient été observées dans le Groupe local, dont seulement 11 en orbite autour de la Voie lactée alors qu'une simulation informatique de la matière noire prédisait aux alentours de 500 galaxies naines satellites de la Voie lactée.
Ce problème possède deux solutions potentielles. La première serait que les halos les plus petits existent bien, mais que peu d'entre eux seulement finissent par devenir visibles parce qu'ils n'ont pas pu attirer suffisamment de matière baryonique pour créer une galaxie naine visible. A l'appui de cette idée, l'observation par le Keck, en 2007, de huit galaxies naines ultra-pâles découvertes récemment en orbite autour de la Voie lactée montra que six d'entre elles étaient composées à 99,9 % de matière noire avec un ratio masse/lumière de près de 1000. Une autre solution tiendrait en ce que les galaxies naines tendent à être englouties, ou que les force de marée causées par la proximité des plus grandes galaxies les déchirent en petites bandes du fait d'interactions complexes. Ce découpage en bandes par les forces de marées constituait une partie du problème initial d'identification des galaxies naines, une tâche extrêmement difficile du fait que ces objets ont une faible brillance superficielle et qu'ils sont très diffus, à tel point qu'ils sont à peine perceptibles, y compris dans notre proche environnement.